# Albuca fastigiata
Albuca fastigiata är en sparrisväxtart som beskrevs av Jonas Dryander. Albuca fastigiata ingår i släktet Albuca och familjen sparrisväxter. Inga underarter finns listade i Catalogue of Life.